# Žitište
Žitište (srbskou cyrilicí Житиште, maďarsky Begaszentgyörgy, rumunsky Jitiște, německy Sankt Georgen an der Bega, dřívější názvy Suđurađ nebo Begej Sveti Đurađ) je město a správní středisko stejnojmenné opštiny v Srbsku ve Středobanátském okruhu. Leží ve Vojvodině, jižně od řeky Begy, blízko hranic s Rumunskem, asi 15 km severovýchodně od Zrenjaninu a asi 54 km jihozápadně od Kikindy. V roce 2011 žilo v Žitišti samotném 2 898 obyvatel, v celé opštině pak 16 786 obyvatel.
Opština zahrnuje město Žitište a jedenáct vesnic: Banatski Dvor, Banatsko Karađorđevo, Banatsko Višnjićevo, Čestereg, Hetin, Međa, Novi Itebej, Ravni Topolovac, Srpski Itebej, Torak a Torda.